# Šaj Čarka
Šaj Čarka (hebrejsky שי צ'רקה, v anglickém přepisu Shay Charka či Shai; * 1967) je izraelský ilustrátor.

## Biografie
Narodil se 27. ledna 1967 v Petach Tikvě, studoval na hesder ješivě v Kirjat Šmoně.
První ilustrace publikoval v dětském časopise Pilon (Slůně) ve věku 14 let. Je samouk.
Vytvořil populární série s postavičkou Baba, se kterou přibližuje biblické a talmudické příběhy. Jeho pesachová hagada byla vydána i anglicky pro americký trh. Čarka je také animátorem a tvůrcem loutek pro izraelskou televizi. Dále spolupracuje se spisovateli pro děti Urim Orbachem, Galilou Ron-Feder Amit či Tamar Adar.
Žije se ženou Morijou a čtyřmi dětmi ve vesnici Cufim v Samařsku.

## Z díla
- Parašat Baba. Mšalim u-ma'asijot le-parašat ha-šavua'. (Týdenní paraša s postavičkou Baba.)
- Meavar la-kav. 2008. (Autobiografický komiks o životě za Zelenou linií.)
- Mukce. Bejt El 2010. (Komiks o psu, dodržujícím šabat.)